# 贺昌

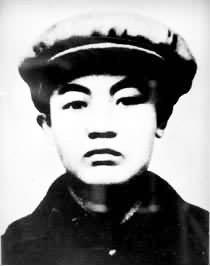
贺昌

贺昌（1906年1月19日—1935年3月5日），原名贺颖，又名贺其颖，字伯聪。山西省离石县柳林镇（今属柳林县）人，中国共产党早期领导人，中国工农红军将领。

## 生平
1906年1月19日，贺昌生于柳林镇一个士绅家庭。1913年到1918年，贺昌就读于柳林镇小学。1918年，他考入离石县立高级小学（今贺昌中学前身）。1920年春，他考入山西省立第一中学，在校期间結識了高君宇、王振翼等人。1921年5月1日，太原社会主义青年团成立，高君宇、王振翼、贺昌、李毓棠、武灵初、高成哲、梁振、姚锌参加，王振翼担任负责人。1921年底，贺昌接替王振翼任该团组织的负责人。1922年9月，中国社会主义青年团太原地方执行委员会成立，17岁的贺昌当选为该委员会书记。 1922年9月初，他在山西省立第一中学发起了驱逐校长魏日靖的斗争，半年后魏日靖被免职。1923年7月，他加入中国共产党。8月，出席在南京召开的共青团第二次全国代表大会。同年秋，中国社会主义青年团中央将他调到上海工作。
1925年1月，贺昌出席了在上海召开的共青团第三次代表大会，当选为团中央执行委员和中央局成员，任团中央工农部主任。之后调到团中央工作，参与领导五卅运动。同年秋，出任上海团地委书记。19261月，他作为中国共青团代表，出席了在莫斯科召开的少年共产国际代表大会。回国后任中共江浙（上海）区委委员、共青团区委书记。1927年2月，上海工人第三次起义中，协助周恩来任特别宣传委员。随即他调至武汉，出任共青团湖北区委（省委）书记。4月，他出席中共五大，被选为中共中央委员，时年21岁，为中共历史上年龄最小的中央委员。5月，他同任弼时等主持召开中国共青团四大，再次当选团中央执行委员、中央局委员，任团中央劳动部部长。7月国共内战爆发，中共中央指定周恩来担任中共前敌委员会书记，发动武装起义。周恩来又指定贺昌、聂荣臻、颜昌颐组织前敌军事委员会，前往九江做起义的准备工作（聂荣臻为书记）。8月1日，他参与指挥了南昌起义。10月起义失败，贺昌被派往香港，任中共广东省委委员，参加广州起义准备。12月4日，调任中共中央湖北特别委员会委员，赴武汉参与处理湖北省委和长江局问题。1928年1月，任中共湖北省委常委、军委书记。3月，任中共湖南省委书记。5月20日，以中央巡视员身份在湖南湘潭召开会议组建了中共湖南省委。
1929年春，他被派往香港，任中共中央南方局宣传部长。1929年6月，出席中共六届二中全会后被派往湖南工作，任中共湖南省委常委。1930年，调中共北方局工作，任北方局书记兼顺直省委书记。9月，在中共六届三中全会上增补为中央委员。1931年1月，由于和王明有冲突，被撤销了他的中央委员。1932年11月，他从上海抵达中央苏区兴国县，协助县委书记李坚真展开工作。1933年2月，调任中央军委总政治部副主任。
中央红军主力长征后，他留在中央根据地，与项英、陈毅等组成中央分局。1935年2月，国民革命军包围了中央分局机关所在地赣南仁风山区。他带领红二十四师七十团的两个营于3月3日首先突围，经过夜激战冲出了重围。3月5日，渡过会昌河时又遭到国民革命军王生明率部伏击，他身中数弹后阵亡。
1935年4月，冲出包围的陈毅写下了《哭阮啸仙、贺昌同志》一诗：“环顾同志中，阮贺足称贤。阮誉传岭表，贺名播幽燕，审计呕心血，主政见威严。哀哉同突围，独我得生全。

## 延伸阅读
- 贺昌，山西省史研究院编. . 北京: 中央文献出版社. 2005.11. ISBN 7-5073-2012-X.